# ELV001
ELV001 – prototyp polskiego samochodu elektrycznego typu hatchback opracowany w Mielcu przez konsorcjum pięciu firm koordynowane przez Agencję Rozwoju Regionalnego MARR w Mielcu przy dofinansowaniu w ramach unijnego Programu Operacyjnego Innowacyjna Gospodarka. Pojazd budowano 20 miesięcy, w 90% z części pochodzących od polskich dostawców, za projekt nadwozia odpowiadał Michał Kracik z ASP w Krakowie. Po opracowaniu prototypu zaczęto poszukiwać inwestora skłonnego do sfinansowania uruchomienia produkcji. W ramach projektu powstało na przykład 200 stacji ładowania pojazdów elektrycznych w Krakowie, Warszawie, Mielcu, Katowicach i Trójmieście.